# チャンドラボース (作詞家)
チャンドラボース（Chandrabose）は、インドのテルグ語映画で活動する作詞家、プレイバックシンガー。25年以上のキャリアの中で850本以上の映画で3600曲の作詞を手掛けている。これまでに作詞家として国家映画賞、ナンディ賞、フィルムフェア賞 南インド映画部門、南インド国際映画賞を受賞しており、2022年には『RRR』の挿入歌「ナートゥ・ナートゥ」でアカデミー歌曲賞、ゴールデングローブ賞 主題歌賞を受賞した。

## 人物
アーンドラ・プラデーシュ州ワランガル県チャラガリガ（現在のテランガーナ州ジャヤシャンカル・ブーパルパリー県）の出身で、同地の高校を卒業した。チャンドラボースは4人兄弟の末子として生まれ、父親は小学校の教師をしていた。高校卒業後はハイデラバードのジャワハルラール・ネルー工科大学に進学して電子工学の学位を取得した。
チャンドラボースは歌手としてドゥールダルシャンで働こうとしたが成功せず、作詞家に転向した。1995年に『Taj Mahal』で作詞家デビューし、M・M・スリレーカの支援を受けながら「Manchu Kondallona Chandramaa」の作詞を手掛けた。また、『Taj Mahal』の監督ムッパラネーニ・シヴァの助言を受けて活動名を「チャンドラボース」に決めたという。

## ディスコグラフィー
- Taj Mahal（1995年）
- Dharma Chakram（1996年）
- Oho Naa Pellanta（1996年）
- Pelli Sandadi（1997年）
- Master（1997年）
- Bavagaru Bagunnara?（1998年）
- Premante Idera（1998年）
- Iddaru Mitrulu（1999年）
- Thammudu（1999年）
- Jayam Manadera（2000年）
- Azad（2000年）
- Budget Padmanabham（2001年）
- Mrugaraju（2001年）
- Sri Manjunatha（2001年）
- Kushi（2001年）
- Daddy（2001年）
- Student No: 1（2001年）
- Hanuman Junction（2001年）
- Takkari Donga（2002年）
- Avunu Valliddaru Ista Paddaru!（2002年）
- Aadi（2002年）
- Chennakesava Reddy（2002年）
- Gangotri（2003年）
- Amma Nanna O Tamila Ammayi（2003年）
- Dil（2003年）
- Johnny（2003年）
- Tagore（2003年）
- Abhimanyu（2003年）
- Lakshmi Narasimha（2003年）
- Anji（2003年）
- Athade Oka Sainyam（2003年）
- Nenunnanu（2003年）
- Arya（2004年）
- Naani（2004年）
- Samba（2004年）
- Naa Autograph（2004年）
- Gudumba Shankar（2004年）
- Sye（2004年）
- Shankar Dada M.B.B.S.（2003年）
- Balu（2005年）
- Chakram（2005年）
- Subash Chandra Bose（2005年）
- Athanokkade（2005年）
- Andarivaadu（2005年）
- Allari Bullodu（2005年）
- チャトラパティ（英語版）（2005年）
- Bhageeratha（2005年）
- Jai Chiranjeeva（2005年）
- Happy（2006年）
- Ranam（2006年）
- Vikramarkudu（2006年）
- Bommarillu（2006年）
- Sainikudu（2006年）
- Khatarnak（2006年）
- Annavaram（2006年）
- Lakshyam（2007年）
- Okka Magaadu（2008年）
- マガディーラ 勇者転生（2009年）
- Oy!（2009年）
- Bendu Apparao R.M.P（2009年）
- Arya 2（2009年）
- Adhurs（2010年）
- Simha（2010年）
- Puli（2010年）
- Nagavalli（2010年）
- 100% Love（2011年）
- Badrinath（2011年）
- Panjaa（2011年）
- Shadow（2013年）
- Irandaam Ulagam（2013年）
- Zanjeer（2013年）
- 1: Nenokkadine（2014年）
- Manam（2014年）
- Alludu Seenu（2014年）
- Rey（2015年）
- マッスル 踊る稲妻（2015年）
- Subramanyam for Sale（2015年）
- Tripura（2015年）
- Nannaku Prematho（2016年）
- Dhruva（2016年）
- Nenu Local（2017年）
- Vunnadhi Okate Zindagi（2017年）
- Jaya Janaki Nayaka（2017年）
- Jai Lava Kusa（2017年）
- Hello（2017年）
- Inttelligent（2018年）
- ランガスタラム（2018年）
- Nuvvu Thopu Raa（2019年）
- Mallesham（2019年）
- 90ML（2019年）
- Sye Raa Narasimha Reddy（2019年）
- 30 Rojullo Preminchadam Ela（2021年）
- Sashi（2021年）
- Kanabadutaledu（2021年）
- Devarakondalo Vijay Premakatha（2021年）
- プシュパ 覚醒（2021年）
- Konda Polam（2021年）
- RRR（2022年）
- Agent（2023年）
- Ghar Banduk Biryani（2023年）
- Ahimsa（2023年）

## 受賞歴
| 年                                | 部門                     | 作品                                                         | 結果       | 出典       |
| 国家映画賞                        | 国家映画賞               | 国家映画賞                                                   | 国家映画賞 | 国家映画賞 |
| --------------------------------- | ------------------------ | ------------------------------------------------------------ | ---------- | ---------- |
| 2023年                            | 作詞賞                   | - 「Dham Dham Dham」 - 『Konda Polam』                       | 受賞       | [ 9 ]      |
| フィルムフェア賞 南インド映画部門 |                          |                                                              |            |            |
| 2015年                            | テルグ語映画部門作詞賞   | - 「Kanipinchina Maa Ammake」 - 『Manam』                    | 受賞       | [ 10 ]     |
| 2019年                            | テルグ語映画部門作詞賞   | - 「Entha Sakkagunnavey」 - 『ランガスタラム』               | 受賞       | [ 11 ]     |
| 2024年                            | テルグ語映画部門作詞賞   | - 「Kolu Kolu」 - 『Virata Parvam』                          | ノミネート | [ 12 ]     |
| 南インド国際映画賞                |                          |                                                              |            |            |
| 2012年                            | テルグ語映画部門作詞家賞 | - 「Infatuation」 - 『100% Love』                            | ノミネート |            |
| 2015年                            | テルグ語映画部門作詞家賞 | - 「Kanipinchina Maa Amma」 - 『Manam』                      | 受賞       | [ 13 ]     |
| 2017年                            | テルグ語映画部門作詞家賞 | - 「Chusa Chusa」 - 『Dhruva』                               | ノミネート |            |
| 2018年                            | テルグ語映画部門作詞家賞 | - 「Nuvvele Nuvvele」 - 『Jaya Janaki Nayaka』               | ノミネート |            |
| 2019年                            | テルグ語映画部門作詞家賞 | - 「Yentha Sakkagunnave」 - 『ランガスタラム』               | 受賞       | [ 14 ]     |
| 2022年                            | テルグ語映画部門作詞家賞 | - 「Srivalli」 - 『Pushpa: The Rise』                        | 受賞       | [ 15 ]     |
| 2023年                            | テルグ語映画部門作詞家賞 | - 「ナートゥ・ナートゥ」 - 『RRR』                           | 受賞       | [ 16 ]     |
| テランガーナ・ガッダル映画賞      |                          |                                                              |            |            |
| 2025年                            | 作詞家賞                 | 『Raju Yadav』                                               | 受賞       | [ 17 ]     |
| ナンディ賞                        |                          |                                                              |            |            |
| 2002年                            | 作詞家賞                 | - 「Nee Navvula Thelladanaanni」 - 『Aadi』                  | 受賞       | [ 18 ]     |
| 2004年                            | 作詞家賞                 | - 「Cheekatito Veluge Cheppenu Nenunnanani」 - 『Nenunnanu』 | 受賞       | [ 18 ]     |
| サントーシャム南インド映画賞      |                          |                                                              |            |            |
| 2022年                            | 作詞家賞                 | 『プシュパ 覚醒』                                            | 受賞       |            |
| アカデミー賞                      |                          |                                                              |            |            |
| 2023年                            | 歌曲賞                   | - 「ナートゥ・ナートゥ」 - 『RRR』                           | 受賞       | [ 5 ]      |
| ゴールデングローブ賞              |                          |                                                              |            |            |
| 2023年                            | 主題歌賞                 | - 「ナートゥ・ナートゥ」 - 『RRR』                           | 受賞       | [ 19 ]     |
| クリティクス・チョイス・アワード  |                          |                                                              |            |            |
| 2023年                            | 歌曲賞                   | - 「ナートゥ・ナートゥ」 - 『RRR』                           | 受賞       | [ 20 ]     |